# Bereasa, Vaslui
Bereasa este un sat în comuna Dănești din județul Vaslui, Moldova, România.

## Geografie
A. MIJLOCUL, plasă în județul  Vaslui, fost ocol în ținutul Vaslui numită astfel de la poziția pecare o ocupă în centrul județului. Se întinde de la nord spre sud,din marginea județului Iași până în marginea orașului Vaslui.Situată pe culmile dealurilor și văilor ce se întind între pâraieleRebricea și râul Bârladul, la dreapta Dobrovățul și Vasluiețul, lastânga cu reședința la Codăești.Mijlocul, fost ocol în ținutul Vaslui la:
1772 format din satele Bereasa, Boțoaia, Cârlești, Dănești, Draxeni, Ferești, Focșeasca, Ghergheleul, Mircești, Olănești, Portari, Protopopești, Șerbotești, Șurănești, Tătărăni, Tufești, Uncești și Zăpodeni;
1774 format din satele Bereasa, Borosești, Boțoaia, Ciofeni, Cârlești, Dănești, Draxeni, Ferești, Focșeasca, Ghergheleul, Mircești, Moara Grecilor, Olănești, Portari, Protopopești, Rediul, Scânteia, Șerbotești, Șurănești, Tufești, Uncești și Zăpădeni;
1780 format din satele Bereasa, Bodești, Borosești, Boțoaia, Cănțălărești, Ciorâța, Câșlași, Codăești, Dănești, Draxeni,Dumeasca, Ferești, Ghergheleul, Lipoveni, Liuzii Bârnovanului (în loc de Scânteia), Mircești, Poiana Protopopeștilor, Portari, Protopopești, Rediul, Șerbotești, Șurănești, Tătărăni, Tufești, Uncești și Zăpodeni;
1803 format din satele Bereasa, Bodești, Borosești, Boțoaia, Cănțălărești, Ciorâța, Cișla lui Adamache (în loc de Câșlași), Codăești, Dănești, Draxeni, Dumeasca, Ferești, Focșeasca, Ghergheleul, Mircești, Portari, Protopopești, Rediul, Șerbotești, Șurănești, Tăcuta, Todirești, Tufești, Uncești, Valea Rea și Zăpodeni;
1809 format din orașul Vaslui și satele Bereasa, Boțoaia, Brodocul, Ciorâța, Cârlești, Codăești, Dănești, Draxeni, Ferești, Focșeasca, Ghergheleul, Mircești, Moara Grecilor, Portari, Protopopești, Rediul, Scânteia, Șerbotești, Șurănești, Tătărăni, Tufești, Uncești, Valea Rea și Zăpodeni;
1816 format din satele Bereasa, Bodești, Borosești, Butucăria, Cănțălărești, Ciofeni, Ciorâța, Codăești, Dămăcușeni, Dănești, Draxeni, Dumeasca, Ferești, Ghergheleul, Mărășeni,Mircești, Moara Domnească, Portari, Rediul, Scânteia, Șerbotești, Șurănești, Tăcuta, Tătărăni, Telejna, Tufești, Uncești, Valea Rea și Zăpodeni;
1820 format din satele Bălițeni (în loc de Telejna), Bereasa, Bodești, Borosești, Boțoaia, Bumbătești (în loc de Tăcuta), Butucăria, Cănțălărești, Ciofeni, Ciorâța, Cârlești, Codăești,Dămăcușeni, Dănești, Draxenii de Jos și Draxenii de Sus (în loc de Draxeni), Dumeasca, Ferești, Focșeasca, Ghergheleul, Mărășeni, Mircești, Moara Domnească, Petrești, Portari, Rășcani, Rediul, Scânteia, Șerbotești, Șurănești, Tătărăni, Tufești, Uncești, Valea Rea și Zăpodeni;
1834 format din satele Bereasa, Bodești, Borosești, Boțoaia,Bumbătești, Butucăria, Cănțălărești, Ciofeni, Ciorâța, Cârlești,Codăești, Dămăcușeni, Dănești, Dobroslovești, Draxeni, Focșeasca, Ghergheleul, Măcrești, Mărășeni, Mircești, Petrești, Portari, Protopopeștii Cujbei, Protopopeștii Ducăi și Protopopeștii Glodencii (în loc de Protopopești), Rășcani, Rediul, Scânteia, Șerbotești, Șurăneștii de Jos, Șurăneștii de Sus, Tătărăni, Telejna, Tufeștii de Jos, Tufeștii de Sus, Uncești și Zăpodeni;
1835 format din satele Bereasa, Bodești, Borosești, Boțoaia,Butucăria, Ciofeni, Ciorâța, Cârlești, Codăești, Dămăcușeni,Dănești, Draxeni, Ferești, Focșeasca, Ghergheleul, Mircești, Moara Domnească, Odaia Olăneștii, Petrești, Portari, Protopopeștii Ducăi, Protopopeștii Glodencii, Protopopeștii lui Cujbă, Rășcani, Rediul, Scânteia, Șerbotești, Șurăneștii de Jos, Șurăneștii de Sus, Tăcuta(sau Bumbătești), Tătărăni, Telejna, Tufeștii de Jos, Tufeștii de Sus, Valea Rea și Zăpodenii;
1843 format din satele Bereasa, Bodești, Borosești, Boțoaia, Butucăria, Ciofeni, Ciorâța, Cârlești, Codăiești, Dămăcușeni, Dăneștii Mânăstirii, Dăneștii Răzeși, Draxeni, Ferești, Focșeasca, Ghergheleul, Mircești, Moara Domnească, Odaia Olăneștii, Petrești, Portari, Protopopeștii Ducăi, Protopopeștii Glodencii, Protopopeștii lui Cujbă, Rășcani, Rediul Spătarului, Burchi, Scânteia, Șerbotești, Șurănești de Jos, Șurănești de Sus, Tăcuta, Tătărăni, Telejna, Tufești, Valea Rea și Zăpodeni;
1853 format din satele Bereasa, Bodești, Borosești, Boțoaia, Butucari (în loc de Butucăria), Ciofeni, Ciorâța, Codăiești, Dămăcușeni, Dăneștii Mânăstirii, Dăneștii Răzeși, Draxeni, Ferești, Focșeasca, Ghergheleul, Mirceștii Bontășești, Mircești Răzeși, Moara Domnească, Petrești, Portari, Protopopeștii Cujbeștilor, Protopopeștii Ducăi, Protopopeștii Vasluiului, Rășcani, Rediul lui 16

## Localități înconjurătoare
```
* Botoaia, 
*  Rascani, 
*   Danesti , 
*  Tatarani
*
```